# Маурер, Эдуард Сергеевич
Эдуард Сергеевич Маурер (25 июля 1990, ст. Арбузовка, Алтайский край, РСФСР, СССР — 5 мая 2024, Украина) — российский военнослужащий, младший лейтенант, командир группы специального назначения 60-й отдельной роты специального назначения 41-й гвардейской общевойсковой армии Центрального военного округа. Герой Российской Федерации (2024, посмертно).

## Биография
Родился 25 июля 1990 года на станции Арбузовка, детство провёл в посёлке имени Мамонтово Алтайского края.
Учился в Арбузовской средней общеобразовательной школе, которую окончил после 11 классов в 2007 году. Позже стал курсантом Новосибирского высшего военного командного училища. Военный вуз по личным обстоятельствам Маурер так и не окончил, вернувшись на время к гражданской жизни.
В 2013 году стал проходить контрактную военную службу в 24-й отдельной гвардейской бригаде специального назначения Главного управления Генерального штаба Вооружённых силах Российской Федерации в должности заместителя командира группы специального назначения. С 2015 года принимал участие в военной операции России в Сирии.
С 2020 года заочно обучался в Московском финансово-промышленном университете «Синергия» по направлению «юриспруденция» с уголовно-правовым профилем, который был окончен в 2024 году.
С 2022 года принимал участие во вторжении России на Украину. Неоднократно был ранен, в том числе и тяжело.
Погиб 5 мая 2024 года на передовой при выполнении очередной боевой задачи в Украине. Похоронен в Бердске Новосибирской области.

## Звания и награды
- Герой Российской Федерации (Указом Президента Российской Федерации от 11 сентября 2024 года[1] за мужество и героизм, проявленные при исполнении воинского долга, младшему лейтенанту Мауреру Эдуарду Сергеевичу присвоено звание Героя Российской Федерации, посмертно)[2][3].
- Орден Мужества (два)[источник не указан 53 дня].
- Медаль Суворова[источник не указан 53 дня].
- Благодарность президента Российской Федерации[источник не указан 53 дня].